# Björn Andersson (arquero)
Björn Andersson (16 de abril de 1975) es un deportista sueco que compitió en tiro con arco, en la modalidad de arco compuesto. Ganó una medalla de bronce en el Campeonato Mundial de Tiro con Arco en Sala de 1999 y una medalla de plata en el Campeonato Europeo de Tiro con Arco al Aire Libre de 2002.

## Palmarés internacional
| Campeonato Mundial en Sala       | Campeonato Mundial en Sala | Campeonato Mundial en Sala | Campeonato Mundial en Sala |
| Año                              | Lugar                      | Medalla                    | Prueba                     |
| -------------------------------- | -------------------------- | -------------------------- | -------------------------- |
| 1999                             | La Habana (Cuba)           | Medalla de bronce          | Equipo                     |
| Campeonato Europeo al Aire Libre |                            |                            |                            |
| Año                              | Lugar                      | Medalla                    | Prueba                     |
| 2002                             | Oulu (Finlandia)           | Medalla de plata           | Individual                 |